# Funky Skunk
Funky Skunk é um álbum de remixes do DJ Shadow em cooperação com Shepard Fairey para o projeto Public Works. Também colaborou com o projeto, o artista de Hip Hop Obey. A caixa foi limitada a 450 unidades e continha além do CD, 5 diferentes camisetas do artista Obey, um livro de 69 páginas escrito por Shepard Fairey e adesivos.

## Alguns Samples utilizados
- "My Baby's Mamma" por Three 6 Mafia
- "What Happened To That Boy?" por Baby
- "Play" (Instrumental) por David Banner
- "Burn Rubber" por Too Short
- "We Like Them Girls" por Silkk The Shocker
- "Natural Juices" por Magnum
- "The Corner" por Common
- "Never Scared" por BoneCrusher
- "Piledriver" por Dennis The Fox